# Нургуш (хребет)

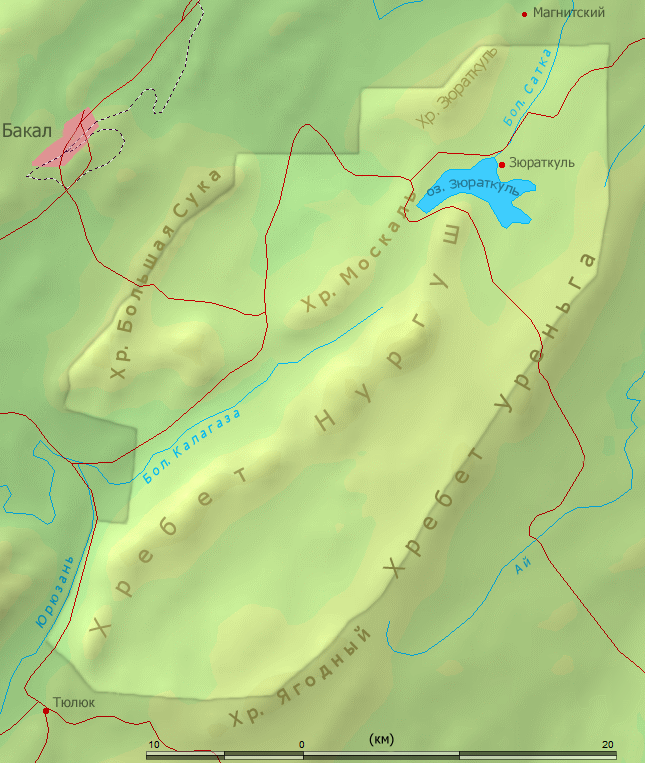
Схема национального парка «Зюраткуль»

Нургу́ш — горный хребет на Южном Урале, расположен в национальном парке «Зюраткуль» на территории Саткинского района Челябинской области. Мощная горная цепь длиной 42—50 км тянется от южного берега озера Зюраткуль и горы Лукаш до устья реки Березяк и правого берега Юрюзани. В северной части хребта находится одноимённая вершина — гора Нургуш (1406 м над уровнем моря) — наиболее значительная вершина хребта, наивысшая точка Челябинской области и четвёртая по высоте вершина Южного Урала после Ямантау, Иремеля и Большого Шелома (шестая — если отдельно учитывать Малый Ямантау и Малый Иремель).
Нургуш условно делится на три части: Большой (до 1406 м), Средний (до 1350 м) и Малый (до 1267 м) Нургуш. Сложен кварцитами; склоны покрыты темнохвойной тайгой, долины смешанным елово-пихтово-берёзовым лесом. Чётко выражена гольцовая (субальпийская) зона, на вершинах встречаются небольшие участки горной тундры. Как и другие хребты Южного Урала (Зюраткуль, Уреньга, Зигальга), Нургуш образовался около 300 млн лет назад.

## Этимология
Уральский лингвист А. К. Матвеев связывал название с башкирским языком:
Местное башкирское население связывает с «нур» — «луч», «сияние» и «кош» — «птица», то есть в переводе «Лучезарная птица». Перед нами или роскошная метафора, или народная этимология, при помощи которой осваивается какое-то древнее, может быть добашкирское, название.
Возможно местные жители называли так Нургуш за сверкающие на солнце белые кварцитовые гребни, а возможно, потому что часто жители видят ночью летающие огни неизвестной природы в районе этого хребта.

## Туризм
До XX века путешественники на Нургуше бывали редко. В путеводителях конца XIX – начала XX века Нургуш в лучшем случае лишь бегло упоминается наряду с другими горами, без описания маршрута. Малой посещаемостью этих мест пользовались старообрядцы, скрывавшиеся в глухих лесах от преследования властей и официальной церкви.
В настоящее время хребет Нургуш пользуется популярностью среди туристов и посещается круглый год. Один из удобных маршрутов восхождения по тропе на вершину начинается от находящегося в национальном парке «Зюраткуль» приюта «У трёх вершин» (ранее — Олимпиев кордон) в 8 км  южнее посёлка Сибирка и в 21 км от г. Сатка.

## Фотографии

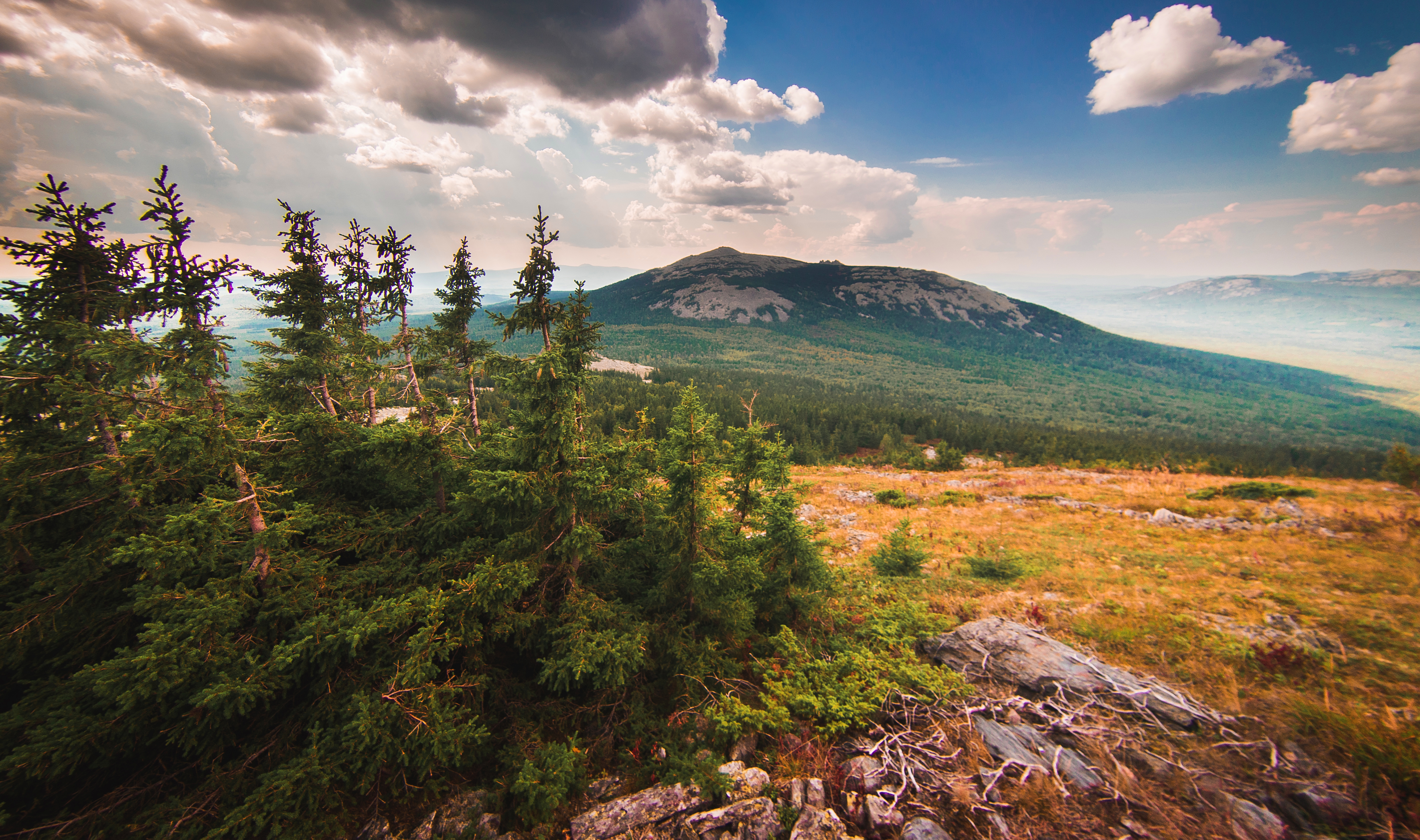
Большой Нургуш
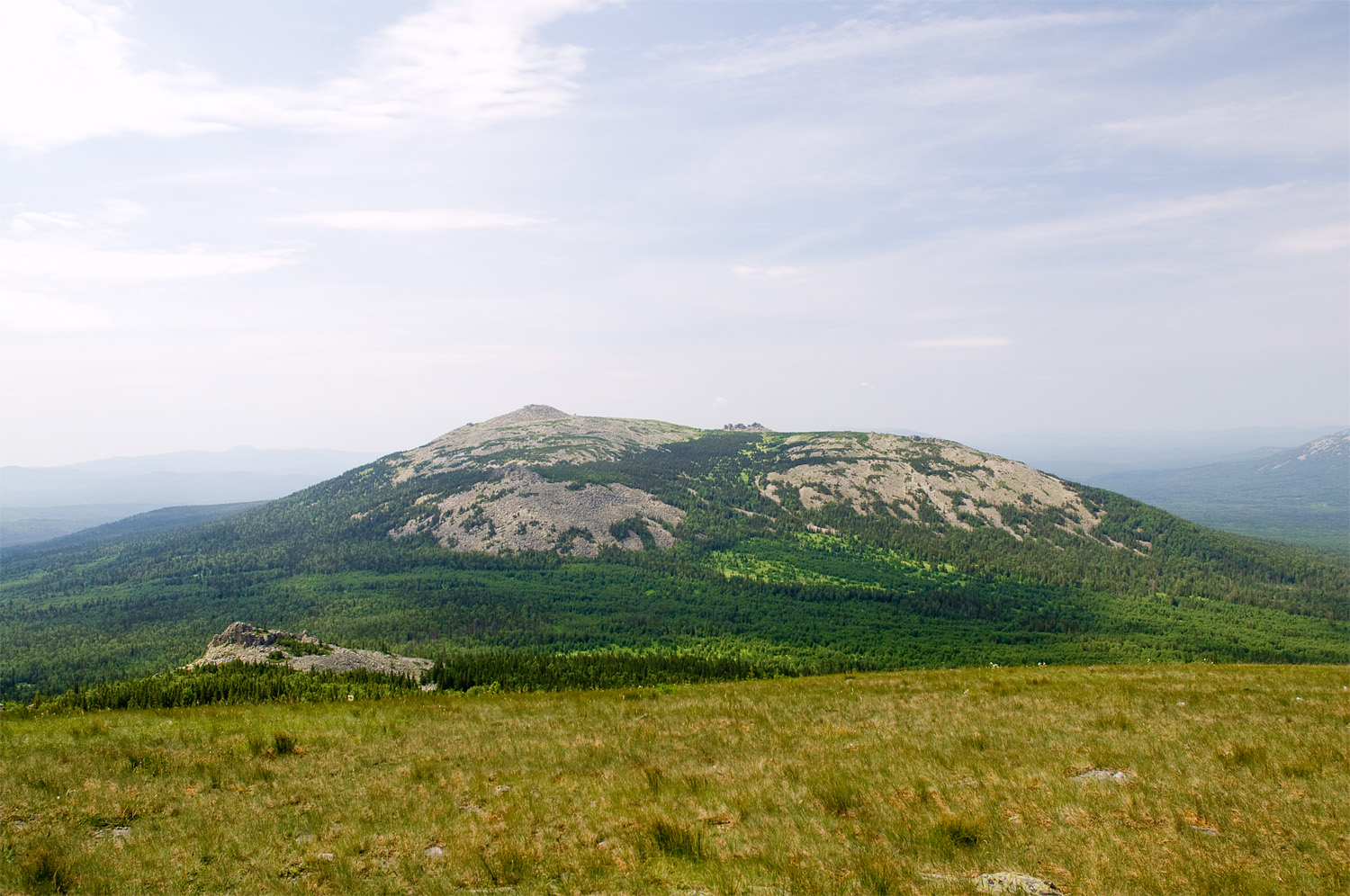
Средний Нургуш
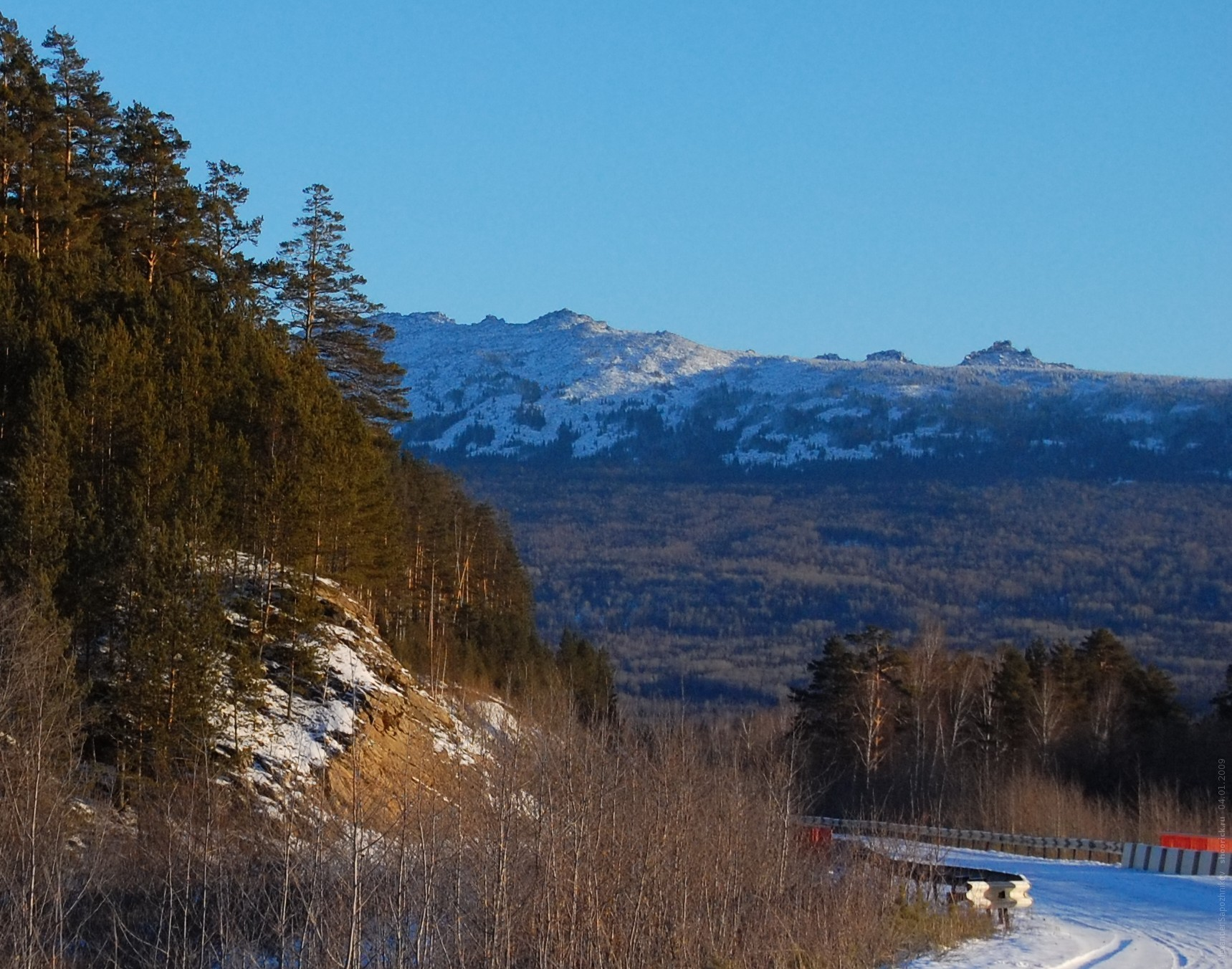
Южная часть хребта Нургуш
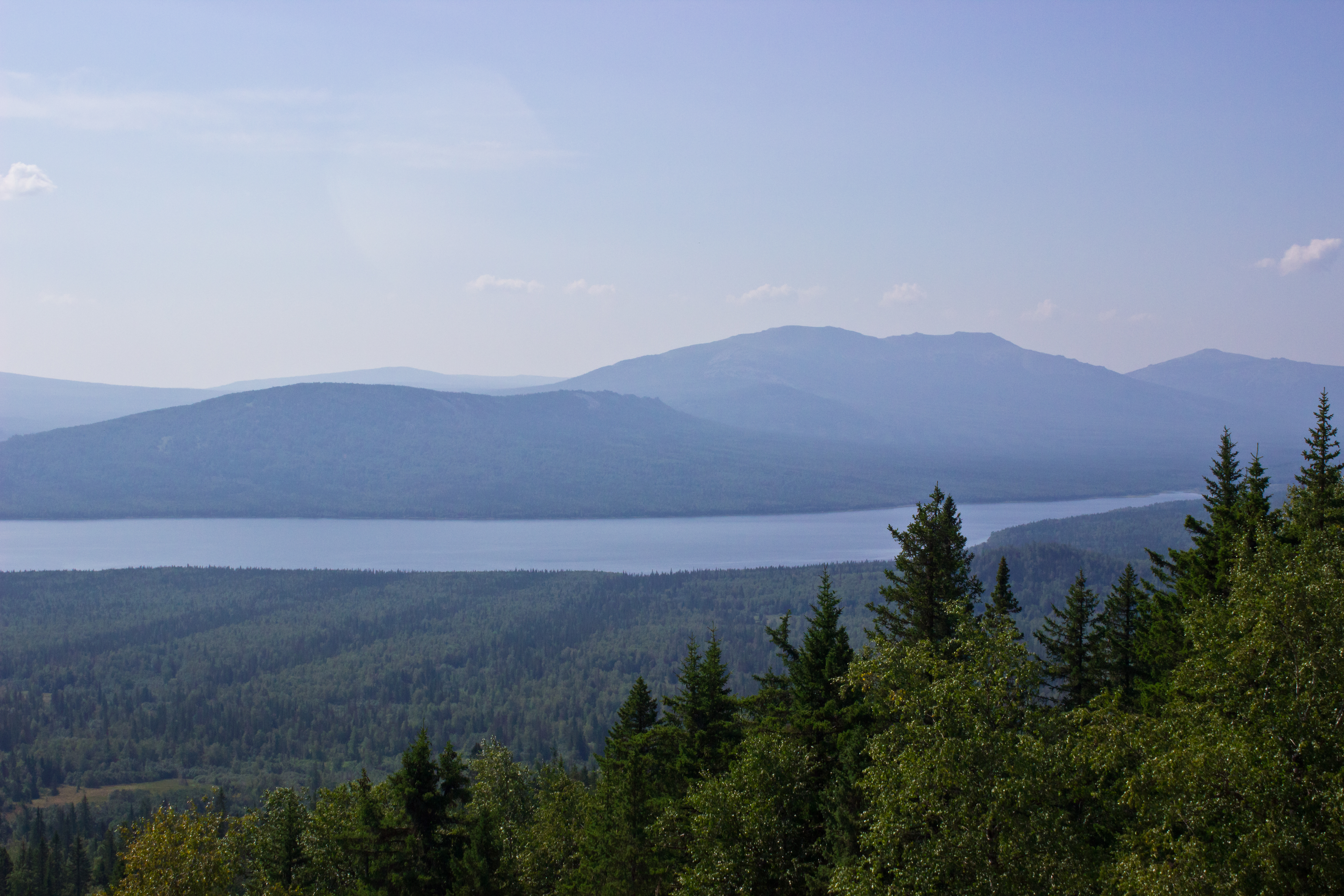
Вид на Нургуш с хребта Зюраткуль
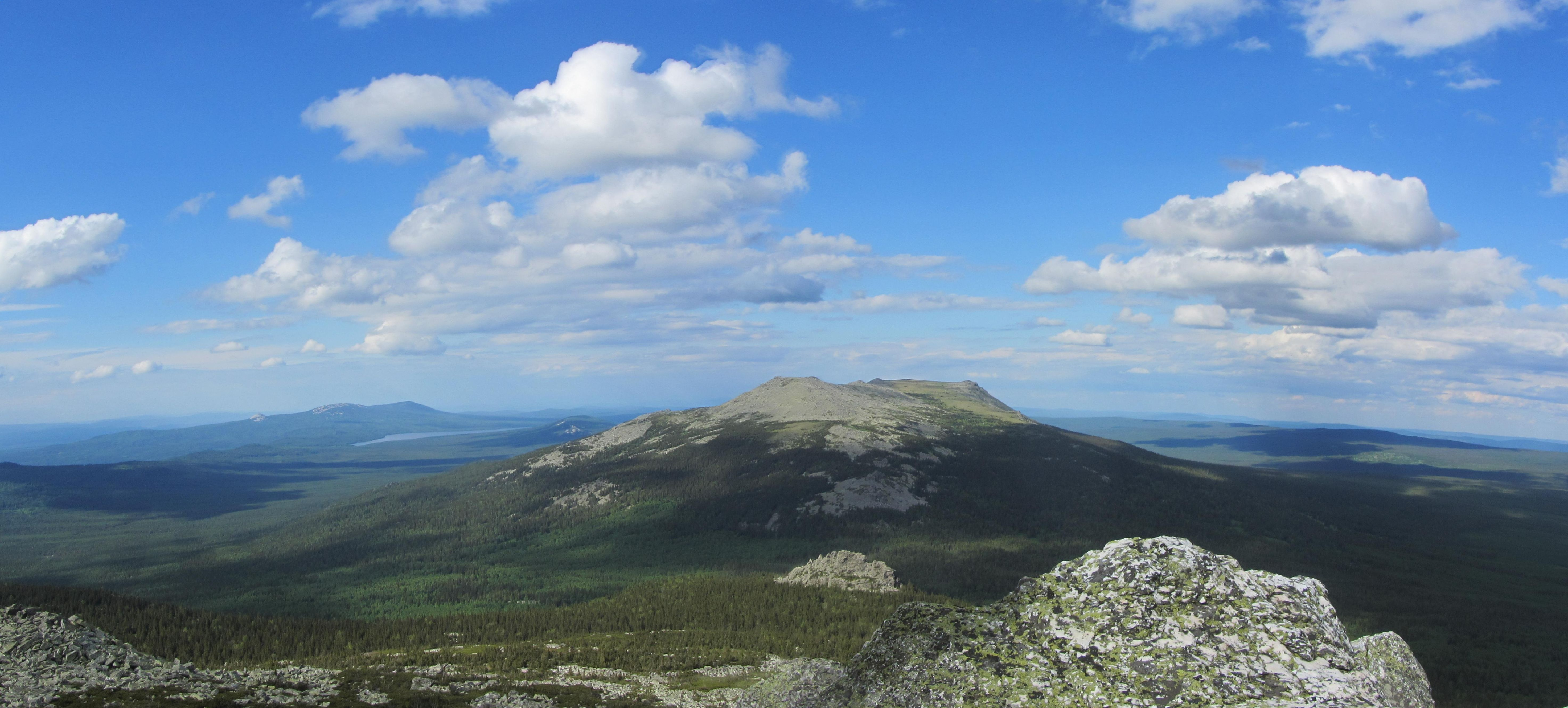
Нургуш, вид с юга
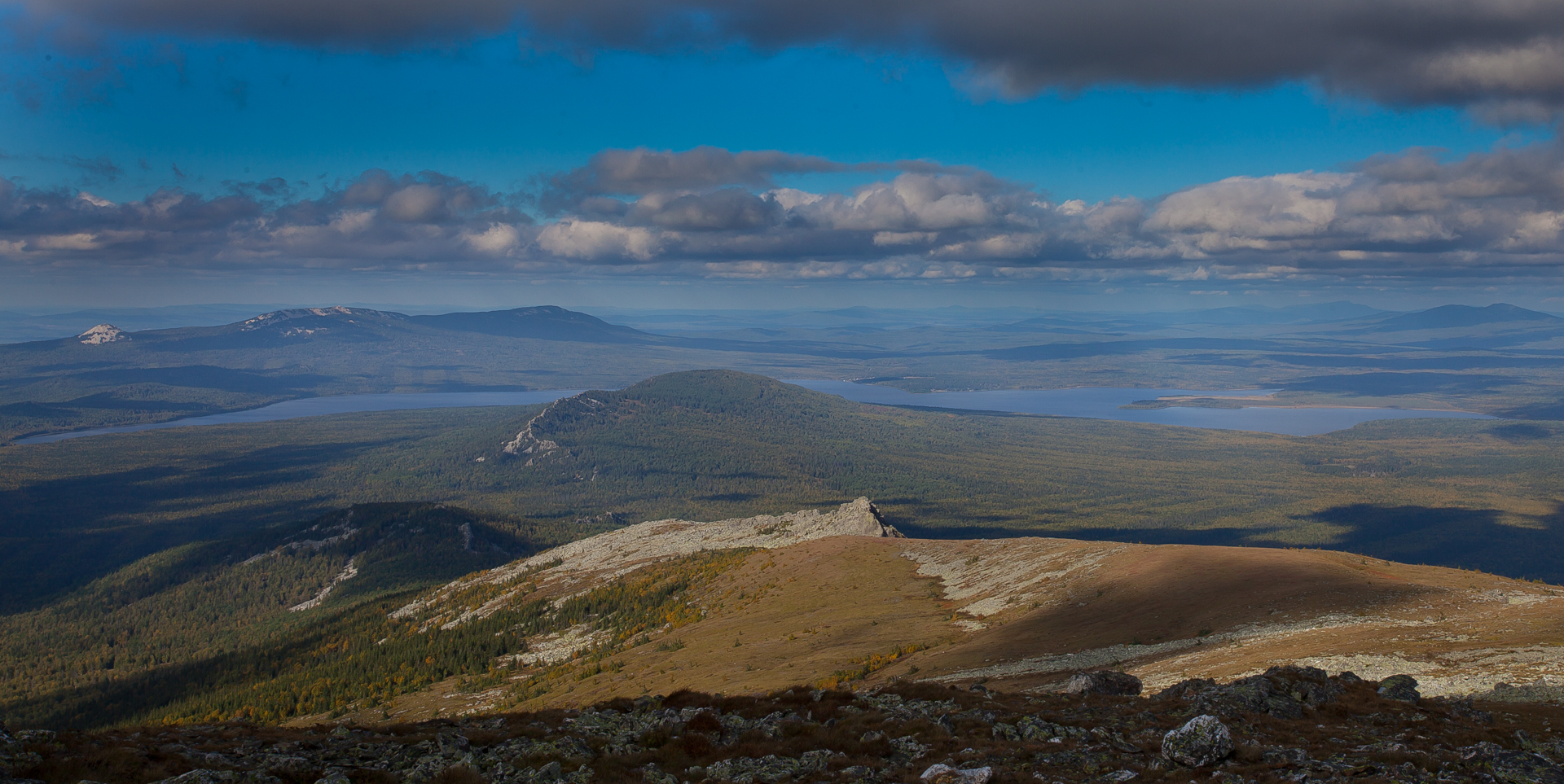
Вид с Нургуша на озеро Зюраткуль